# 山形県立村山特別支援学校
山形県立村山特別支援学校（やまがたけんりつ むらやまとくべつしえんがっこう）は、山形県山形市大字谷柏元下谷柏にある公立特別支援学校。知的障害者を教育対象とする。

## 沿革
- 2008年（平成20年）
  - 4月 - 山形県立村山特別支援学校及び山形県立村山特別支援学校楯岡校開校。
  - 10月 - 開校記念式典挙行、校歌制定発表。
- 2011年（平成23年）3月 - 楯岡校校舎増築（4教室）。
- 2013年（平成25年）4月 - 楯岡校が山形県立楯岡特別支援学校として独立。
- 2014年（平成26年）4月 - 山形市立第五小学校内に山形県立村山特別支援学校山形校、天童市立津山小学校内に山形県立村山特別支援学校天童校を設置。

## 学部
- 小学部
- 中学部
- 高等部

## 周辺の施設
学校
- 山形県立山形聾学校（隣接）
- 山形市立第九中学校
- 東北文教大学

## 交通アクセス
- 東日本旅客鉄道（JR東日本）奥羽本線 蔵王駅より徒歩20分。